# Incubo dal passato
Incubo dal passato (Nightmare in the Daylight) è un film per la televisione statunitense del 1992 diretto da Lou Antonio.

## Trama
Sean Farrell è un ottimo avvocato di San Francisco, che sette anni prima ha perso sua moglie durante un terremoto in Messico. Un giorno nota una donna di nome Megan Lambert, un'insegnante del Wisconsin, che si trova in città con il marito Peter ed il figlio Jamie, e si convince che Megan sia sua moglie, ignorando qualsiasi evidenza del suo errore. Dopo averla sequestrata, contatta il padre della sua defunta moglie, che dice anch'egli a Sean che Megan non è sua figlia. Ma Sean è ormai ossessionato da Megan, con il risultato che la donna e la sua famiglia vivono nel terrore.